# Roxanne Varza
Roxanne Varza, née le 8 février 1985 à Palo Alto en Californie, aux États-Unis, est une dirigeante d’entreprise franco-américaine d'origine perse. Elle est directrice et responsable de la mise en œuvre de Station F, l’incubateur géant créé par Xavier Niel sur le site de la halle Freyssinet. Il s'agit du plus grand incubateur de startups au monde.

## Biographie

### Une jeunesse américaine
Sa grand-mère, iranienne, avocate de formation, est poétesse. Ses parents quittent l'Iran après la révolution islamique de 1979 et se réfugient aux États-Unis où son père a étudié à Stanford,. Ils sont naturalisés américains. Son père est ingénieur informaticien puis devient trader. Sa mère, professeure d'anglais pour les étrangers, possède des livres en français,. Roxanne Varza étudie le français au lycée et obtient une licence en littérature française à l'Université de Californie à Los Angeles (UCLA) en 2006, après une année d'échange à Bordeaux,,. Parmi ses professeurs, elle compte Alain Mabanckou, écrivain franco-congolais qui reçoit en 2006 le prix Renaudot pour son ouvrage Mémoires de porc-épic, un  livre qui l'a impressionnée. Elle a aussi été touchée par la lecture de grands auteurs ou philosophes tels Molière, Baudelaire, Voltaire, Rousseau ou Rabelais. Francophile, elle intègre en 2007 l’Agence française pour les investissements internationaux, rebaptisée aujourd’hui Business France,. Elle y conseille des entreprises de la Silicon Valley qui souhaitent s'installer en France,,.

### Une carrière française
Roxanne Varza décide alors de s'installer en France et de reprendre ses études. De 2009 à 2011 elle suit un double cursus Sciences Po Paris/London School of Economics, et décroche un Master en Affaires Internationales et un Master de Politique économique Internationale,,. Davantage intéressée par les start-up que par le développement économique, elle choisit le capital-risque comme sujet de son master. En parallèle de ses études, elle crée Techbaguette,,,, un blog en relation avec tout ce qui touche les start-up, l'innovation et les entrepreneurs, et destiné à promouvoir les start-up françaises auprès des investisseurs anglo-saxons,. Elle est alors repérée par TechCrunch, le site d'information américain spécialisé dans l'actualité des start-up créé par Michael Arrington, et devient la rédactrice en chef de la version française du site de mars 2010 à juin 2011,,,,,,. Elle contribue aussi à d'autres titres tels The Telegraph, The Kernel, Betakit and Business Insider. Elle continue ensuite de fréquenter le monde des nouvelles technologies, du e-commerce et de l'innovation, en travaillant pour des entreprises et des start-up à Paris et à Londres, puis intègre en septembre 2012 l'incubateur parisien de Microsoft situé Rue du Sentier (Paris 02),, où elle reste trois ans pour y développer entre autres les programmes Spark et Bizspark dans le cadre de Microsoft Ventures, un dispositif destiné à soutenir les entrepreneurs du numérique,,.
En janvier 2017, elle demande la nationalité française.

## Une femme de réseau
Roxanne Varza est également cofondatrice de Girls in Tech Paris en mai 2010,, et Girls in Tech London, les versions française et anglaise de l'association Girls In Tech,, une organisation qui œuvre pour accroitre la place des femmes dans le secteur des nouvelles technologies. Girls In Tech organise des formations à l'initiation à l'écriture de code informatique, et des conférences ouvertes à un public mixte mais où seules les femmes sont autorisées à s'exprimer. Girls In Tech est le promoteur du Pitch Night, un concours destiné aux entreprises les plus innovantes créées par des femmes,,,. Roxanne Varza est également co-créatrice de Tech.eu,, un site d'information dédié à la technologie en Europe, et organise depuis septembre 2011, des « FailCon », qui permettent à des créateurs d'entreprises de discuter de leurs échecs au cours de conférences,,.    
Roxanne Varza est membre du Conseil national du numérique. En avril 2013, le site d'information en ligne américain Business Insider classe Roxanne Varza parmi les 30 femmes de moins de 30 ans les plus influentes dans le secteur technologique. Elle est aussi nommée dans des classements supplémentaires de Business Insider, Vanity Fair, Le Figaro, l'Evening Standard. Elle est également membre de Epilepsy Advocate, une communauté qui regroupe des personnes atteintes d’épilepsie, des membres de leur famille ou du corps médical.    
Xavier Niel, qu'elle a connu lors de son passage à TechCrunch, la sollicite pour exprimer ses idées sur le projet de la Halle Freyssinet et lui confie, à partir d'octobre 2015, la direction de l'incubateur station F  qui accueille sur 34 000 m2 des start-up. Elle constitue une équipe de sept collaborateurs qui lancent le processus de sélection des start-up  début juin 2017.
Elle vit avec Ning Li, fondateur de Made.com et Typology, avec qui elle a une fille.